# Il padre dei miei figli
Il padre dei miei figli (Le Père de mes enfants) è un film del 2009 diretto da Mia Hansen-Løve.

## Trama
Dopo il suicidio del marito Grégorie, un produttore cinematografico molto dinamico ma pieno di debiti, Sylvia tenta invano di tenere in piedi la società di produzione dell'uomo. Nel frattempo Clémence, una delle figlie di Sylvia e Grégorie, scopre di avere un fratello, Moune, nato da una relazione parallela del padre. Dopo il fallimento della società, Sylvia lascia Parigi con le figlie. Clémence non riuscirà a incontrare il fratellastro.